# Полинский, Михал Пелка
Михал Пелка Полинский (Михаил Модестович Полинский-Пелка; 6 (17) мая 1785—7 (19) августа 1848) — доктор философии, заслуженный профессор математики Виленского университета.
Родился в Минской губернии, в дворянской семье. Воспитывался в Жировицкой гимназии, откуда 3 октября 1804 года поступил в Учительскую семинарию при Виленском университете, которую окончил 16 июня 1808 года со степенью магистра философии и с 1 сентября преподавал начальную математику студентам Виленского университета; с 1 июля 1809 года — в отставке. Спустя год занял место учителя математики и логики в Минской гимназии, где преподавал 3 года. Затем работал в Виленской гимназии; 9 сентября 1815 года получил степень доктора философии. 
Был приглашён 25 сентября 1816 года исполняющим должность экстраординарного профессора по кафедре, алгебры и математики Виленского университета и в 1817 году командирован на два года за границу для усовершенствования в математике — посетил Германию, Францию, Швейцарию и Италию. В 1819 году назначен экстраординарным, а в 1822 году — ординарным профессором высшей и прикладной математики; в 1828—1832 годах был деканом физико-математического факультета и префектом Учительской семинарии при университете. 
После закрытия университета был назначен председателем Временного училищного комитета и Комитета для приведений в порядок всех университетских дел. В отставку вышел в 1836 году, с чином статского советника. Был членом Флорентинской, Лукской и Падуанской академий, а также Парижского филоматического и Варшавского обществ друзей наук.